# André Colbert
André Colbert (* 1646 oder 1647 in Reims; † 19. Juli 1704 im Schloss Régennes bei Appoigny) war ein französischer römisch-katholischer Geistlicher und Bischof von Auxerre.

## Leben

### Herkunft und Werdegang
André Colbert entstammte der bedeutenden Reimser Tuchhändlerfamilie Colbert, deren Mitglieder im 17. Jahrhundert in die höchsten Staats- und Kirchenämter Frankreichs aufstiegen. Ein Cousin ersten Grades väterlicherseits war der Staatsminister Jean-Baptiste Colbert („Le Grand Colbert“), weitere Cousins dessen Brüder, der Minister Charles Colbert, der General Édouard-François Colbert und der Bischof Nicolas Colbert, André Colberts Vorgänger auf dem Bischofsstuhl von Auxerre.
Geboren 1646 oder 1647 in Reims als Sohn des Vorsitzenden Richters am dortigen Präsidialgericht Charles Colbert, Herr von Saint-Mard, und seiner Frau Marguerite de Mévilliers, kam André Colbert in den frühen 1660er Jahren zum Studium nach Paris, wo er im August 1663 den Magistergrad erhielt und im selben Jahr ein Kanonikat an der Kathedrale von Reims. In den letzten Jahren schon Prior der Sorbonne, wurde er am 28. Juni 1672 zum Doktor der Theologie promoviert. Das Lizentiatsexamen hatte er als Zweitbester bestanden. Im selben Jahr von Bischof Chaumont (Dax) zum Priester geweiht, wurde er von seinem Cousin Nicolas Colbert, Bischof von Auxerre, zum Kanoniker der Kollegiatkirche Peter und Paul in Appoigny (Auxerre) und Erzpriester im Domkapitel von Auxerre bestellt. 1675 wurde er zum Deputierten zur Provinzversammlung des Klerus in Sens und dort zum Deputierten zum Nationalkonzil des französischen Klerus gewählt.

### Ernennung zum Bischof von Auxerre. Amtsantritt
Am 21. September 1676 vom König (Ludwig XIV.) als Nachfolger seines verstorbenen Cousins Nicolas zum Bischof von Auxerre ernannt, erhielt er erst am 6. Juni 1678 die päpstliche Bestätigung und wurde am 24. Juli 1678 in Paris in der Kapelle der Sorbonne von François de Harlay, dem Erzbischof von Paris, unter Assistenz von Pierre du Cambout de Coislin, Bischof von Orléans, und seines Verwandten Jean-Baptiste Colbert, Bischof von Montauban, zum Bischof geweiht. Mit dieser Ernennung seines Cousins war es dem Staatsminister Jean-Baptiste Colbert gelungen, das Bistum Auxerre, auf dessen Gebiet auch seine Herrschaft Seignelay lag, in der Familie zu halten, obwohl auch der Neffe des Vorvorgängers Pierre de Broc, der Abbé Charles Testu de Pierre-Basse, Ansprüche erhoben hatte.
Am 4. September 1678 nahm Colbert seine Diözese mit dem üblichen Zeremoniell in Besitz. Die vier Barone, deren Besitzungen im Diözesangebiet lagen, wären verpflichtet gewesen, den Bischof von der Kirche Saint-Germain zur Kathedrale  Saint-Étienne zu tragen und ihm zu huldigen. Die Marschallin de La Mothe, Marie-Louise de Prie (die Gouvernante der Kinder Ludwigs XIV.), hatte Louis de Boulainvilliers bevollmächtigt, die Huldigung für die Baronie Toucy abzulegen. Er wurde von der Portage befreit. Da der Graf von Auxerre, der Baron von Saint-Vérain und der Baron von Seignelay (Jean-Baptiste Colbert!), weder persönlich noch durch einen Bevollmächtigten erschienen waren, protestierte der Bischof vor Notaren für die Wahrung seiner Rechte.

### Wirken als Bischof
Kaum im Amt, führte Bischof Colbert das Werk seines Vorgängers fort, den Diözesanklerus zu reformieren und Missstände zu beseitigen. Mit einem Hirtenbrief vom 15. Dezember 1678 lud er sämtliche Geistlichen der Diözese vor, um ihre Qualifikation zu überprüfen, und widerrief zugleich alle Genehmigungen zum Predigen und Beichtehören. Auf einer Synode, die am 18. April des folgenden Jahres eröffnet wurde, erneuerte er die Verordnungen seines Vorgängers und legte die Grundlagen für eine Verordnung über die Verwaltung der Sakramente fest. Auf der Sitzung der burgundischen Stände am 14. August 1679 wurde er für eine dreijährige Amtsperiode in die Prälatenkurie gewählt. Während dieser Versammlung ließ der Bischof von Autun (Gabriel de Roquette) den Beschluss des Rates vom 8. April 1658 umsetzen, der ihm die Präzedenz vor allen Bischöfen zugestand, auch wenn diese schon länger im Amt waren. Bischof Nicolas Colbert hatte zwar dagegen protestiert, aber diesmal wies der Bischof von Autun darauf hin, dass das Urteil mehr als zwanzig Jahre lang ohne Beanstandung ausgeführt worden war. André Colbert schwieg dazu und das Vorrecht der Bischöfe von Autun blieb bis zur Französischen Revolution bestehen.
1680 übertrug Colbert die Leitung des von seinem Vorgänger gegründeten Priesterseminars den Lazaristen, sicherte ihnen ein Gehalt aus den Zehnten der Diözese zu und stiftete zwei Stipendien für mittellose Priesteramtskandidaten. Im Mai 1680 nahm er an der Generalversammlung des Klerus in Saint-Germain-en-Laye teil und berichtete in dessen Auftrag Ludwig XIV. über den Stand der religiösen Angelegenheiten und die Notwendigkeit von Provinzkonzilien für die Reform der Disziplin und der Sitten. Gut angesehen bei Hofe, aber schlecht in der Provinz, so Armand Jean, nahm er an der Klerusversammlung von 1681 und der außerordentlichen Versammlung im darauffolgenden Jahr teil. Den am 19. März 1682 vom Nationalkonzil verkündeten vier gallikanischen Artikeln, stimmte er voll und ganz zu, scheint sich aber danach nicht mehr aktiv an den allgemeinen Angelegenheiten beteiligt zu haben. Der Sorge um seine Diözese verpflichtet, empfing er Ludwig XIV. und seinen gesamten Hofstaat am 30. Mai 1683, trug 1684 zum Bau des allgemeinen Krankenhauses bei, das am 23. Juni 1686 feierlich gesegnet wurde, gründete 1685 in Auxerre die Dames de la Providence (Vorsehungsdamen) und genehmigte die Abgabe einiger Teile der Gebeine des heiligen Priscus von Saints (Saint Prix) an die Minderbrüder von Paris (Juni 1687) und den Pfarrer von Fontainebleau (30. Januar 1688).
Am 1. August dieses Jahres benedizierte er Oronce Finé de Brianville, Abt von Pontigny, und am 25. September des 1689 seine Schwester Hélène Colbert, Äbtissin von Notre-Dame des Isles. 1697 war er Co-Konsekrator bei der Weihe seines Verwandten Charles-Joachim Colbert de Croissy zum Bischof von Montpellier. 1695 weihte er die Pfarrkirche Saint-Pierre, verabschiedete auf der Diözesansynode 1695 die auf früheren Synoden vorbereiteten Statuten und ließ sie drucken, verbesserte die Einkünfte des Bistums, fügte seinem Palast neue Gebäude hinzu und verschönerte seine Residenz in Régennes erheblich. Am 28. November 1697 gründete er die Bruderschaft Saint-Vincent von Pouilly-sur-Loire. Da die Einkünfte der Stiftskirche von Saint-Laurent-lès-Cosne (Saint-Laurent-l’Abbaye) zu dieser Zeit sehr gering waren, hatte schon Pierre de Broc 1640 zwei Pfründen gestrichen und nur noch zehn übrig gelassen; Colbert strich am 1. Juli 1683 weitere zwei Pfründen. 1699, als er seine Diözese zum letzten Mal visitierte, gab er den vier verbliebenen Religiosen dieser Abtei, die sich stark von der Regel und der Disziplin entfernt hatten, neue Statuten. Im selben Jahr tonsurierte er den 12-jährigen Jean Lebeuf, den späteren berühmten Historiker der Diözese und ihrer Umgebung.

### Querelen mit dem Domkapitel
1676 vom König zum Bischof ernannt, musste Colbert zwei Jahre, bis 1678, auf die päpstliche Bulle warten, die es ihm ermöglichte, sein Bistum in Besitz zu nehmen. Er wohnte solange in Paris an der Sorbonne, während Generalvikare die Diözese verwalteten. Während dieser Zeit kam es zu ersten Kompetenzstreitigkeiten mit dem Domkapitel von Auxerre, die in den folgenden Jahren eskalierten. Aufgrund des Regals hatten die Domherren ihr Verwaltungsrecht ausgeübt, unter anderem drei Ökonomen ernannt, was Colbert missfiel, der seinen Schützling und Geschäftsmann Maître Panier auf diesen Posten berufen wollte. Colbert ließ dem Kapitel mitteilen, dass der König ihn, André Colbert, mit dem Ökonomat versorgt habe. Das Kapitel widersetzte sich. Colbert entschied die Angelegenheit, indem er zwei Anordnungen (lettres de cachet) erwirkte und Panier trat in die Wirtschaftsverwaltung der Diözese ein.
1687 hätte das Auslassen der Formel „nach Rücksprache mit unseren ehrwürdigen Mitbrüdern“ in einem Hirtenbrief die Beziehungen zwischen dem Bischof und den Kanonikern beinahe ernsthaft gestört, doch das Versäumnis wurde korrigiert und der Frieden wiederhergestellt. Im folgenden Jahr musste Colbert bei einer Zeremonie in der Kathedrale wieder den alten Bräuchen nachgeben, erwirkte aber 1693 beim Staatsrat ein Urteil, das dem Kapitel verbot, ohne die Zustimmung des Bischofs oder seiner Generalvikare religiöse Zeremonien zu veranstalten. Ferner wurden die Kanoniker dazu verurteilt, sich durch eine Deputation von zwölf von ihnen bei Colbert dafür zu entschuldigen, dass sie mehrere Prozessionen angeordnet hatten, ohne ihn darüber zu informieren.
Colberts Pläne, ein neues Brevier und ein Messbuch zu verfassen, wurden aufgrund seiner gespannten Beziehungen zum Kapitel auf unbestimmte Zeit verschoben. Später scheinen sich die Beziehungen zwischen dem Kapitel und dem Bischof jedoch verbessert zu haben, denn Colbert vermachte den Domherren testamentarisch neben verschiedenen Ornaten die Summe von 12.000 Livres.
Die Cordeliers, die 1690 ihr Generalkapitel in Auxerre abhielten, baten Colbert um die Erlaubnis, ihm eine Dissertation widmen zu dürfen, die von einem ihrer Doktoren verteidigt werden sollte, was er annahm. Als Anerkennung für diese Ehrerbietung schickte das Kapitel 100 Pfund an die Bettelbrüder.
Der Domherr François-André Potel veröffentlichte 1772 eine Lebensgeschichte Colberts, in der er den Bischof für sein Verhalten gegenüber dem Kapitel tadelte. Er beschuldigte des Bischofs Umgebung, ihn dazu gedrängt zu haben, die Bräuche und Rechte des Kapitels zu verletzen, und führte die Hartnäckigkeit, die Colbert in diesen Angelegenheiten an den Tag legte, auf sein lebhaftes Temperament (vivacité) zurück.

### Tod
André Colbert starb nach einer langen Krankheit am 19. Juli 1704, im Alter von nur 55 Jahren, im Schloss Régennes. Seine letzten Unterschriften waren die Genehmigung von Reliquien, die dem Pfarrer von Seignelay aus Rom geschickt worden waren (5. April 1704), und die Provision eines Kanonikats in Clamecy am 7. Juli. Beigesetzt wurde er zur linken Seite seines Vorgängers in der Kathedrale.
Mit seinem Testament vom 7. Mai 1704 hinterließ er – nachdem er die 50.000 Livres zurückerstattet hatte, die er von seiner Familie erhalten hatte – fast allen Kirchen der Stadt Vermächtnisse. Das Hôtel-Dieu in Auxerre erhielt 4.000 Livres, das Hôpital-Général 8.000 Livres, die Jesuiten 5.000 Livres und die Wohltätigkeitsorganisationen der Pfarreien 1.200 Livres. Auch die Armen in den bischöflichen Herrschaften wurden bedacht. Den Rest erhielt das Priesterseminar.
Das Kathedralkapitel, das sich 1697 bei der königlichen Kanzlei ein eigenes Wappen hatte eintragen lassen, machte nach Colberts Tod wieder von seinem Regalrecht Gebrauch und setzte – ohne dass sich die Vogtei dem widersetzt hätte – drei Domherren als Ökonomen ein, um die zeitlichen Güter des Bistums zu verwalten, und drei weitere als Großvikare.